# Década de 50 a.C.
Séculos: (Século II a.C. - Século I a.C. - Século I)
Décadas: 100 a.C. 90 a.C. 80 a.C. 70 a.C. 60 a.C. - 50 a.C. - 40 a.C. 30 a.C. 20 a.C. 10 a.C. 0 a.C.
Anos:
59 a.C. - 58 a.C. - 57 a.C. - 56 a.C. - 55 a.C. - 54 a.C. - 53 a.C. - 52 a.C. - 51 a.C. - 50 a.C.